# Charles Bioche
Charles Marie Paul Bioche (*  27. September 1859 in Paris; † 19. August 1949 in Ferrières-en-Brie) war ein französischer Mathematiker und Mathematikpädagoge.

## Leben
Bioche besuchte das Collège Stanislas in Paris und studierte ab 1879 an der École normale supérieure, wo er sich mit Henri Bergson befreundete. Danach war er Schullehrer in Mâcon und in Poitiers. 1884 erhielt er seine Agrégation in Mathematik und lehrte ab 1885 am Lyzeum in Douai und ab 1889 am Lycée Michelet in Paris, gefolgt vom Collège Stanislas und ab 1897 dem Lycée Louis-le-Grand, wo er bis zum Ruhestand 1925 blieb.
Er veröffentlichte vor allem über Geometrie. 1909 war er Präsident der Société mathématique de France. Er war Herausgeber der Revue de l'Ecole und von L'Education mathématique. Seit 1909 stand er der französischen Sektion der International Commission on Mathematical Instruction (ICMI) vor.

## Regeln von Bioche
Nach ihm sind in Frankreich die Bioche-Regel benannt zur Variablensubstitution bei Integralen von Funktionen {\displaystyle f(t)={\frac {P(\sin t,\cos t)}{Q(\sin t,\cos t)}}}, die Brüche von reellen Polynomen P, Q in zwei Variablen mit Sinus- und Kosinusfunktionen als Argumenten sind. Zu berechnen ist
Dann werden je nach dem Verhalten von {\displaystyle \omega (t)=f(t)\mathrm {d} t} folgende Fälle unterschieden:
- {\displaystyle \omega (-t)=\omega (t)}: Variablentransformation {\displaystyle u(t)=\cos(t)}
- {\displaystyle \omega (\pi -t)=\omega (t)}:  Variablentransformation {\displaystyle u(t)=\sin(t)}
- {\displaystyle \omega (\pi +t)=\omega (t)} Variablentransformation {\displaystyle u(t)=\tan(t)}
- falls zwei der vorherigen Bedingungen zutreffen:  Variablentransformation {\displaystyle u(t)=\cos(2t)}
- in allen anderen Fällen Variablentransformation {\displaystyle u(t)=\tan(t/2)}.

## Schriften
- Introduction à l'étude de la géométrie moderne, Paris : C. Delagrave, 1891
- Éléments de géométrie à l'usage des classes de lettres, Saint Cloud : Belin, 1895
- Histoire des mathématiques, Paris : Belin Frères, 1914
- Petit guide pour étudier les mathématiques, Paris : Hatier, 1942